# Lubiśnik
Lubiśnik (Ligusticum L.) – rodzaj roślin z rodziny selerowatych. Zalicza się tu w zależności od ujęcia od dwóch do ok. 40 gatunków. W szerokim ujęciu zasięg rodzaju obejmuje Europę południową (od Hiszpanii po Grecję) i północną (Islandię, Wyspy Brytyjskie, Półwysep Skandynawski i północną Rosję. W Azji obszary górskie od Afganistanu, przez Pakistan, północne Indie po Chiny, Japonię i Rosyjski Daleki Wschód oraz wschodnią i zachodnią część Ameryki Północnej. Lubiśnik Hultena L. scoticum (zaliczany tu niezależnie od ujęcia jako gatunek typowy) wykorzystywany jest jako warzywo, podobnie jak selery. Inne gatunki są stosowane w ziołolecznictwie. 

## Systematyka
Pozycja systematyczna
Rodzaj problematyczny, w różnych ujęciach zalicza się tu różną liczbę gatunków. W najwęższym ujęciu takson jest monotypowy tylko po ograniczeniu do dwóch gatunków – L. scoticum i L. holopetalum. W szerokim ujęciu zalicza się tu ok. 40 gatunków.
Rodzaj w obrębie rodziny selerowatych (baldaszkowatych) Apiaceae klasyfikowany jest do podrodziny Apioideae.
Wykaz gatunków
- Ligusticum afghanicum Rech.f.
- Ligusticum albanicum Jáv.
- Ligusticum calderi Mathias & Constance
- Ligusticum californicum J.M.Coult. & Rose
- Ligusticum canadense (L.) Britton
- Ligusticum canbyi J.M.Coult. & Rose
- Ligusticum elegans H.Wolff
- Ligusticum falcarioides H.Wolff
- Ligusticum ferulaceum All.
- Ligusticum filicinum S.Watson
- Ligusticum glaucescens Franch.
- Ligusticum glaucifolium H.Wolff
- Ligusticum gongshanense F.T.Pu, R.Li & H.Li
- Ligusticum grayi J.M.Coult. & Rose
- Ligusticum gyirongense R.H.Shan & H.T.Chang
- Ligusticum irramosum Rech.f. & Riedl
- Ligusticum kiangsiense H.Wolff
- Ligusticum kingdon-wardii H.Wolff
- Ligusticum kulingense H.Wolff
- Ligusticum littledalei Fedde ex H.Wolff
- Ligusticum lucidum Mill. – lubiśnik lśniący[8]
- Ligusticum madrense Rose
- Ligusticum mairei M.Hiroe
- Ligusticum marginatum C.B.Clarke
- Ligusticum moniliforme Z.X.Peng & B.Y.Zhang
- Ligusticum nematophyllum (Pimenov & Kljuykov) F.T.Pu & M.F.Watson
- Ligusticum nullivittatum (K.T.Fu) F.T.Pu & M.F.Watson
- Ligusticum officinale (Makino) Kitag.
- Ligusticum olympicum Novák
- Ligusticum porteri J.M.Coult. & Rose
- Ligusticum rockii M.Hiroe
- Ligusticum scoticum L. – lubiśnik Hultena[8]
- Ligusticum thomsonii C.B.Clarke
- Ligusticum tibetanicum H.Wolff
- Ligusticum verticillatum (Geyer ex Hook.) J.M.Coult. & Rose
- Ligusticum wawrae H.Wolff
- Ligusticum yunnanense F.T.Pu
- Ligusticum yushuense J.T.Pan